# قورباغه درختی پالمر
قورباغه درختی پالمر (نام علمی: Hyloscirtus palmeri) نام یک گونه از خانواده قورباغه‌های درختی حقیقی است.